# Inkambeni
Inkambeni ist ein Höhenzug in der Region Hhohho im Westen von Eswatini.

## Geographie
Der Berg liegt beim Ort Nkambeni in der Region Hhohho, nahe der Grenze zu Lubombo im Osten. Kleine Ausläufer beginnen im Süden beim Mnjoli Dam, an der Grenze zur Region Manzini. Von dort zieht sich der Bergkamm nach Norden bis zum Ort Nkembeni, der offenbar nach dem Berg benannt ist.